# Qui chante le plus juste ?
 (avril 2013).
Si vous disposez d'ouvrages ou d'articles de référence ou si vous connaissez des sites web de qualité traitant du thème abordé ici, merci de compléter l'article en donnant les références utiles à sa vérifiabilité et en les liant à la section « Notes et références ».
Qui chante le plus juste ? est un jeu télévisé diffusé à partir du 22 mars 2013 sur France 4 et présenté par Amanda Scott et Stéphane Basset.

## Concept de l'émission
L'émission est comme un grand karaoké. Chaque membre du public est muni d'un micro (100 personnes en tout) et chantent avec les paroles. C'est un logiciel nommé SAM (système analytique de musique) qui analyse les performances musicales des candidats. Le logiciel choisit d'évaluer à chacune des 2 manches 5 personnes sur 10 notes clés. Les 2 personnes ayant obtenu les meilleurs scores jouent à la manche 2 (pour gagner une place en finale). 
Pour la manche 2, les candidats ont le choix entre 12 chansons anglaises ou françaises. Celui qui obtient le meilleur score va en finale et chante contre le gagnant de l'autre manche.
Le gagnant de la finale va à l'épreuve du micro d'or : le candidat doit chanter 3 chansons sur une nouvelle playlist de 6 chansons.
Il y a 3 paliers :
Pour les 3 premiers primes :
- 20 : coffret DVD karaoké
- 40 : console de jeu
- 60 : voyage

Depuis le 4e prime :
- 40 : coffret DVD karaoké
- 60 : console de jeu
- 80 : voyage

À partir de la deuxième chanson, le duo d'animateurs propose au candidat de repartir avec le cadeau du palier déjà atteint. S'il reste mais qu'il perd, il repart sans cadeau.